# Sanborn (Iowa)
Sanborn es una ciudad ubicada en el condado de O'Brien en el estado estadounidense de Iowa. En el Censo de 2010 tenía una población de 1404 habitantes y una densidad poblacional de 285,76 personas por km².

## Geografía
Sanborn se encuentra ubicada en las coordenadas 43°10′53″N 95°39′19″O / 43.18139, -95.65528. Según la Oficina del Censo de los Estados Unidos, Sanborn tiene una superficie total de 4.91 km², de la cual 4.91 km² corresponden a tierra firme y (0%) 0 km² es agua.

## Demografía
Según el censo de 2010, había 1404 personas residiendo en Sanborn. La densidad de población era de 285,76 hab./km². De los 1404 habitantes, Sanborn estaba compuesto por el 97.58% blancos, el 0.5% eran afroamericanos, el 0.14% eran amerindios, el 0.14% eran asiáticos, el 0% eran isleños del Pacífico, el 1.5% eran de otras razas y el 0.14% pertenecían a dos o más razas. Del total de la población el 2.28% eran hispanos o latinos de cualquier raza.